# ماثيو سيملسبرجر
ماثيو سيملسبرجر (مواليد 23 نوفمبر 1992) هو مُقاتل فنون قتالية مختلطة أمريكي.

## وصلات خارجية
- ماثيو سيملسبرجر على موقع يو إف سي (الإنجليزية)
- ماثيو سيملسبرجر على موقع شيردوغ (الإنجليزية)
- ماثيو سيملسبرجر على موقع Tapology.com (الإنجليزية)